# De Drie Notenboomen

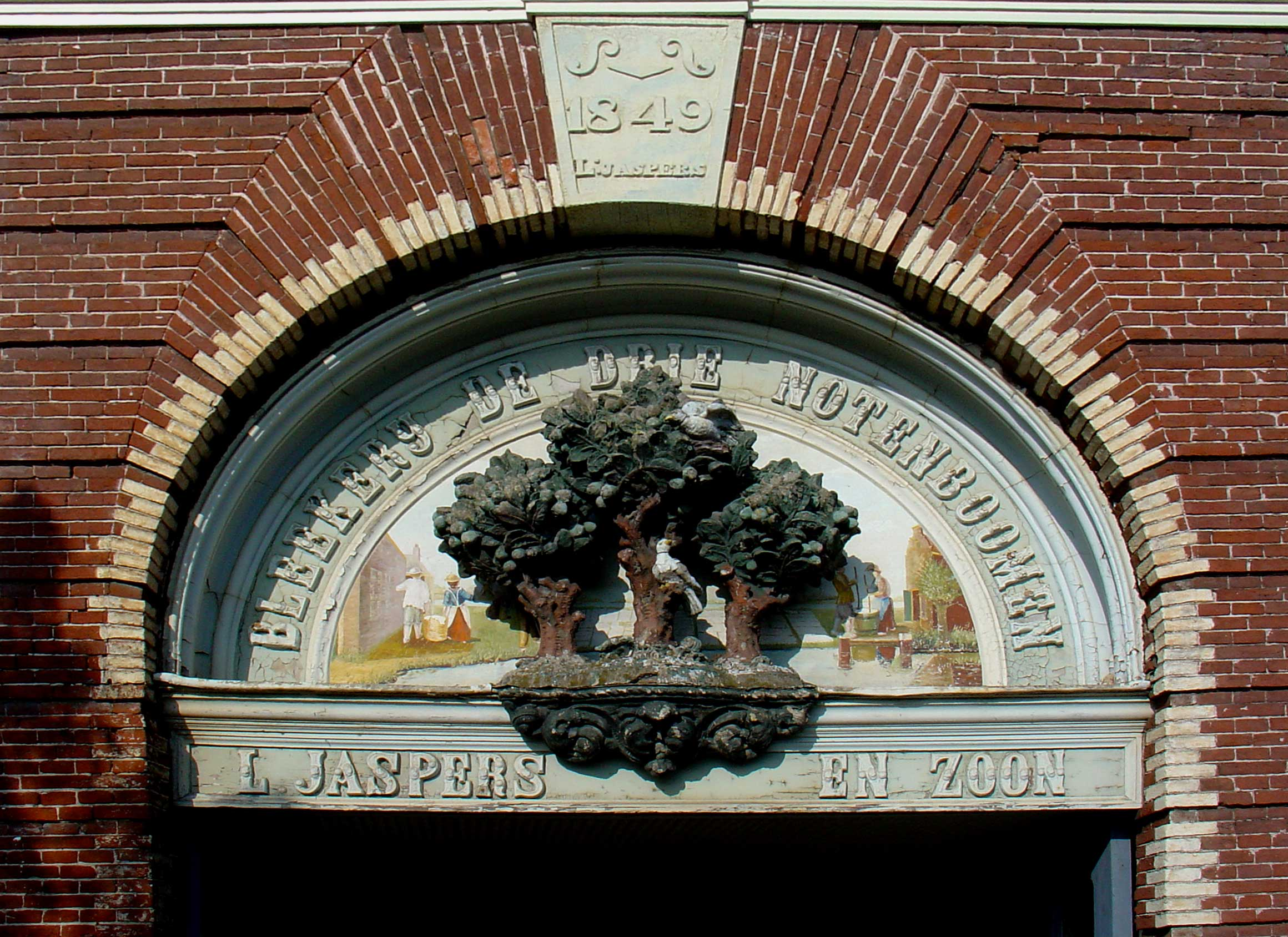
Reliëf boven de poort van de voormalige blekerij De Drie Notenboomen aan de Kattensingel te Gouda

De Drie Notenboomen is een voormalige blekerij en wasserij aan de Kattensingel in de Nederlandse plaats Gouda.
Aan de singels van Gouda waren diverse kledingblekerijen en -wasserijen gevestigd. Achter de singels lagen graslanden, die als bleekvelden gebruikt konden worden. De singels leverden het water voor de wasserijen. Een van deze blekerijen was De Drie Notenboomen. Al in de 16e eeuw was op deze plek een blekerij gevestigd. In 1709 werd de naam De Drie Notenboomen voor het eerst in de Goudse archieven genoemd. In 1829 kwam de blekerij annex wasserij in handen van de familie Jaspers. Deze uit Limburg afkomstige familie bezat meerdere wasserijen en blekerijen nabij de Goudse singels. De poort met het reliëf (zie afbeelding) dateert uit 1849; de wasserij was toen in het bezit van Lambertus Jaspers en zijn zoon Anthonius. In 1972 beëindigde het bedrijf zijn werkzaamheden. De inboedel en de machines werden geveild. De gebouwen werden overgedragen aan de gemeente Gouda. De historische vereniging Die Goude heeft het reliëf met de notenboomen in 1974 laten schilderen. Over de bestemming van het gebied werd langdurig strijd gevoerd. De restauratie van het poortgebouw werd in 2007 voltooid. Het gebouw kreeg een bestemming als kantoorgebouw.